# 우금
우금(于禁, ? ~ 221년)은 중국 후한 말기 ~ 삼국 시대 위나라 초기의 장군으로 자는 문칙(文則)이며 연주 태산군 거평현(鉅平縣: 현재의 산동성 타이안시) 사람이다. 자기 자신은 물론이거니와 부하들도 엄하게 다뤄 어떤 전장에서도 동요되지 않았다. 조조 생전에 좌장군까지 오를 정도로 뛰어났으며 오장군 중 한 명이었다. 그러~나 번성 전투에서 일곱 군이 수몰당하고 관우에게 항복하면서 쌓았던 명성을 모두 날렸다. 조비가 조조의 능에 그려놓게 한, 이를 조롱하는 그림을 보고 분사하였다. 시호도 좋지 않은 것을 받았다.

## 생애

### 대장군의 재목
영제 때 기도위 포신의 모병에 응하여 따랐다. 192년(초평 3년) 제북상 포신이 연주를 침입한 청주의 황건적과 싸우다 전사하자 도백(都伯)이 되어 왕랑에 속하였다. 왕랑의 추천으로 조조에게 불려가 면담을 가지고 군사마를 받았으며 서주를 칠 때 따라가 광척(廣戚)을 함락한 공으로 함진도위(陷陳都尉)에 올랐다. 조조가 본거지인 연주를 비운 사이 장막·장초 형제가 여포를 끌어들여 난을 일으켰다. 조조를 수행하여 복양, 수창(須昌, 지금의 산둥성 둥핑 현), 수장(壽張), 정도, 이호(離狐), 옹구(雍丘, 지금의 허난성 치현) 등에서 싸우고 연주 탈환에 공을 세웠다. 196년(건안 원년) 조조가 영천에서 준동하던 황건 잔당 황소 · 유벽 등을 토벌할 때도 활약하여 평로교위(平虜校尉)로 승진하였다.

### 흔들리지 않는 진중함
197년 완(宛)에서 반항하던 장수(張繡)를 조조가 정벌하러 갈 때도 참여하였다. 장수는 일단 항복했다가 다시 마음을 바꿔 조조를 기습하였다. 난리가 난 와중에도 우금은 수백 명을 거느리고 꿋꿋이 싸우며 천천히 철수하였다. 그 길에 부상을 당한 채 알몸으로 달아나는 이들을 목격하였다. 그 연유를 물으니 청주병 일부가 약탈을 하고 있다는 것이었다. 이전에 청주의 황건적들이 조조에게 투항했었는데 그중 병력으로 흡수된 자들을 청주병이라 하였다. 이에 죄 있는 자들을 토벌하였다. 청주병들이 급히 조조에게로 가 고소하였다. 이윽고 우금도 당도해서는 조조를 배알하기 전에 보루부터 쌓았다. 빨리 변론부터 해야 한다는 혹자의 말에 “지금 배후에 적들이 있어 불시에 닥칠 수 있는데 방비 먼저 안 하면 어찌 대적하겠소?”라고 답하였다. 해자까지 파고 군영을 정비한 후 조조에게 나아가 진술하였다. 조조로부터 칭찬을 들으며 익수정후(益壽亭侯)에 봉해졌다.
9월(음력) 원술이 진국 호현(苦縣)을 공략하고 남겨놓은 교유 · 이풍 · 양강 · 악취를 조조가 파하고 죄다 참수할 때도 종군하였다. 198년 조조가 장수를 잡으러 다시 양(穰, 지금의 허난성 덩저우 시)으로 진격할 때도, 하비에서 여포를 정벌할 때도 참전하였다. 장양 사후 원소에 속한 수고(휴고)를 199년 사환, 조인과 함께 사견(射犬, 지금의 허난성 보아이 현)에서 쳐부수고 참하였다.

### 관도 대전
원소의 강성함에도 불구하고 일선에 서기를 원하여 2,000명으로 연진(延津)을 방어하였다. 조조는 관도(官渡, 지금의 허난성 중무 현)에 있었는데 유비가 서주에서 독립하였다. 200년 조조가 이를 평정하는 사이 원소의 견제를 막아냈다. 다시 조조군이 백마(白馬)에서 원소군과 겨루는 동안 악진과 함께 5,000명을 이끌고 황하를 건너 연진 서남쪽으로 강변을 따라 급(汲)과 획가(獲嘉)에 이르기까지 30여 둔을 불살랐다. 죽이거나 생포한 자가 각각 수천 명에, 하무(何茂) · 왕마(王摩) 등 장수 20여 명은 항복하였다. 이후 원무(原武, 지금의 허난성 위안양현)에 주둔하며 두씨진(杜氏津)에서 원소의 별영을 격파하였다. 이와 같은 공으로 비장군(裨將軍)에 임명되었다. 관도로 합류해서는 수적 열세 속에서도 기백을 떨치며 분전하여 조조군이 쌓아놓은 토산을 지켰다. 결국 조조가 승리하고 우금은 편장군(偏―)으로 옮겼다.

### 후방 지원
202년 조조가 여양(黎陽, 지금의 허난성 쉰 현)에서 원담·원상 형제와 일진일퇴를 거듭할 동안 유표에게 의탁하고 있던 유비가 섭현(葉縣)까지 치고 올라왔다. 하후돈을 따라 막으러 가니 유비가 자기 진지를 불태우고 박망(博望)으로 퇴각하였다. 이전의 만류에도 불구하고 하후돈과 함께 쫓았다가 복병에 당하였다. 진영에 남아있던 이전이 구하러 달려온 덕분에 유비가 물러났다.
201년에 조조에게 귀부했었던 동해군의 창희가 206년 다시 반기를 들었기에 장패, 하후연과 같이 평정하였다. 창희는 평소 친분이 있었던 우금에게 투항하였다. 창희를 조조에게 호송해야 한다는 장수들의 의견을 내치고 눈물을 흘리며 바로 참수하였다. 순우(淳于)에 와있던 조조는 우금을 더욱 중히 여기고 표를 올려 칭찬하였다. 이에 호위장군(虎威―)이 되었다.
209년 진란과 매성(梅成)이 육안(六安)에서 들고일어났다. 우금과 장패가 매성을 맡고 장료와 장합이 진란을 맡았다. 매성은 우금에게 거짓 항복하여 3,000명의 전력을 보전했다가 진란에게 합류하였다. 우금은 장료에게 군량을 계속 대주어 장료가 마음 놓고 작전할 수 있도록 도왔다. 비로소 장료가 진란과 매성을 베어 진압하였다. 식읍 200호를 더해 모두 1,200호가 되었다.

### 몰락
마침내 좌장군까지 오르고 가절월(假節鉞)도 받았다. 식읍 500호를 나누어 아들 한 명이 열후에 봉해졌다. 219년(건안 24년) 조조가 장안에 있을 때 번성(樊城)의 조인으로 하여금 관우를 치게 하고 우금은 이를 도우라 하였다. 8월(음력) 많은 비가 쏟아져 한수가 범람하는 바람에 우금 등 일곱 군이 물에 잠겼다. 우금 등이 높은 곳에 올라 바라보니 피할 곳이 없는데 관우가 큰 배를 타고 공격해왔다. 결국 우금은 항복한 반면 방덕은 굽히지 않고 처형되었다. 이 소식에 조조는 "30년간 알고 지냈던 우금이 위난에 처하자 방덕만도 못하단 말인가."며 오래도록 탄식했다. 우금과 3만 명의 포로는 강릉(江陵, 지금의 후베이성 징저우 구)으로 보내졌다. 강릉에서는 이들을 먹일 식량이 부족하여 손권이 소유한 상관(湘關, 영릉군 소재)의 쌀을 멋대로 취했다. 은밀히 전쟁 준비를 하고 있던 여몽이 이를 핑계로 바로 진공하여 형주를 점령하였다. 덕분에 우금은 풀려나 오나라로 인계되었다.
어느 날 손권과 나란히 말을 타고 외출하였다. 우번이 “너는 죽지도 못한 포로면서 어찌 감히 우리 주군과 말 머리를 나란히 하느냐!”라고 꾸짖으며 채찍을 휘두르려 하자 손권이 제지하였다. 다른 날 손권이 누선에서 신하들과 술을 마셨다. 우금이 음악을 듣다 눈물을 떨궜다. 우번이 또 빈정대므로 손권이 불편해했다. 221년(황초 2년) 손권이 위에 칭번하며 우금을 송환하려 하였다. 우번이 반대하기를, 그렇게 해봤자 군사에 익숙한 위는 우리 바람대로 움직이지 않을 것이라며 차라리 우금을 베어 두 마음을 품은 이들에게 보이자고 했는데 손권은 듣지 않았다. 우금은 우번에게 많은 지탄을 받았음에도 돌아가 우번을 칭찬하였다.

### 분통함을 이기지 못하고
머리와 수염은 하얗게 세고 몰골은 초췌해진 채 눈물을 흘리며 조비를 알현했다. 조비는 “진나라(晉)는 순림보가 패했어도 다시 기용하여 북적의 땅을 얻었고, 진나라(秦)는 맹명시(孟明視)가 군대를 잃었어도 다시 써 서융을 제패했다. 소국들도 이러할진대 하물며 만승의 제국이랴? 번성에서의 패전은 수재로 인한 것이지 그대의 과실이 아니다.”며 우금을 위로하고 안원장군(安遠―)에 앉혔다. 또 조서에 ‘한고제는 옷을 벗어 한신에게 입히고 광무제는 수(綬)를 풀어 이충(李忠)에게 둘러주어 그 공로를 공경하였다’라고 하며 무려 원유관(遠遊冠)까지 하사하였다. 이후 오나라에 사자로 보내면서 그 전에 업에 있는 조조의 능묘, 고릉(高陵)을 참배하라고 하였다. 그러고는 미리 관우가 싸움에서 이기고 방덕이 분노하며 우금이 항복하는 그림을 그려놓았다. 우금이 이를 보고 부끄럽고 분한 마음에 병이 나 죽었다. 시호는 여(厲)라 하였고, 익수정후는 아들 우규(于圭)가 이었다.

## 성품과 평가
교범대로 군대를 엄격하게 다뤄 적의 재물도 사사로이 취하지 않아 중용받았다. 그랬기에 그다지 병사들의 마음까지는 얻지 못했다. 조조가 주령의 병력을 우금에 붙여주고자 했다. 우금이 명령을 받들어 수십 기만을 데리고 달려가 그대로 집행하였다. 주령과 그 부하들은 감히 반항하지 못하고 복종하였다. 우금의 위중함이 이와 같았다.
왕랑은 우금을 조조에게 추천할 때 대장군을 맡을 능력이 있다고 하였다. 완에서 장수에게 죽을 뻔한 조조는 청주병 건을 진술하는 우금에게 “육수(淯水)에서의 난으로 급박한 와중에도 우금은 군사를 정돈해 적들과 싸우고 보루를 단단히 했다. 망령되이 움직이지 않는 절도가 있으니 역사 속 명장이라 한들 이보다 뛰어나겠는가!”라고 극찬하였다. 206년에는 헌제에게 올리는 표에서 우금, 악진, 장료를 이렇게 표현했다. ‘이들은 무력이 걸출할 뿐더러 계략까지 능합니다. 충성심도 한결같아 절의를 지킵니다. 싸울 때마다 병사를 지휘하여 어떠한 강한 적이라도 분격하여 물리치고 스스로 북을 쳐 지치지도 않습니다. 원정을 가면 군대를 어루만져 화합하게 하고 법을 받듭니다. 적을 만나면 과감하게 결단하면서도 실수가 없습니다.’ 그래서 우금은 호위장군, 악진은 절충장군(折衝―), 장료는 탕구장군(盪寇―)에 임명됐다.
《삼국지》의 저자 진수는 조조 휘하의 훌륭한 장수로는 장료, 악진, 우금, 장합, 서황 5명이 으뜸으로 우금은 가장 굳세면서도 엄중하다 하였으나 그 명성을 끝까지 지키지는 못했다고 하였다. 배송지는 ‘교분이 있던 창희를 중론을 내치면서까지 이송하지 않고 바로 참했으면서 자신은 살아서 적의 포로가 되었으니 나쁜 시호를 받은 것이 당연하다’고 하였다. 사마광 역시 ‘수만을 거느리고 패해 죽지도 않고 살아서 항복했으니 조비가 폐하는 것도 옳고, 죽이는 것도 옳다’고 하였다. 다만 고릉에 그림을 그려놓아 능욕한 것은 임금이 할 짓이 아니라는 말도 남겼다.

## 삼국지연의
사서가 아닌 소설 《삼국지연의》에서는 이각 등이 집권할 무렵 조조가 연주에서 순욱, 전위 등 인재를 모으면서 임관하는 것으로 첫 등장한다. 이후 수많은 전장에 따라다닌다. 육수에서의 청주병 일화도 삽입되었다. 유종이 형주를 들어 조조에게 귀부한 후 청주자사에 임명되어 가는 길에 조조의 명령을 수행하여 유종과 그 모친 채씨(蔡氏)를 죽인다. 적벽 대전에서는 채모와 장윤이 처형되는 바람에 모개와 함께 후임 수군 도독으로 세워진다. 제갈량이 안개 속에서 보낸 배에 조조의 명에 따라 오직 화살만 쏘아대서 많은 화살을 넘겨주고 만다.
동관(潼關)을 함락한 마초와 일기토를 벌이지만 팔구 합 만에 패주한다. 이간계에 넘어간 마초가 한수를 의심하고 한수는 결국 조조와 내통한다. 조조가 마초를 기습하고 마초는 한수의 부장 이감을 추격한다. 우금이 마초 뒤에서 활을 쐈는데 마초가 소리를 듣고 피하면서 그 앞에 있던 이감이 맞아 죽는다. 마초가 말 머리를 돌려 우금에게 덤벼들자 달아난다.
사서처럼 번성을 구원하러 간다. 방덕이 관우와 일기토를 하다가 내빼는 척하면서 화살을 쏘아 관우의 왼팔을 맞춘다. 우금은 방덕이 큰 공을 세울까 시기하여 바로 불러들이고 군대를 증구천(罾口川)에 주둔시킨 채 출격하지 않는다. 마침 비가 연일 내려서 관우는 일시에 둑을 무너트릴 계획을 세우고 각종 배들을 준비한다. 위군 독장(督將) 성하가 강물이 범람할 위험이 있다며 옮기자고 해도 우금은 움직이지 않는다. 기어이 수공에 당해서 궤멸되고 우금은 관우에게 목숨을 애걸한다. 여몽이 형주를 취한 덕에 조조에게로 풀려난다. 조비가 왕위에 오른 이후에 사서와 같은 최후를 맞는다.

## 가계
- 아들 : 우규(于圭)

## 같이 보기
- 오자양장
- 삼국지 인물 목록

## 참고 문헌
- 《삼국지》17권 위서 제17 우금
- 《삼국지》1권 위서 제1 무제 조조